# Локе при Мозирју
Локе при Мозирју (словен. Loke pri Mozirju) је насељено место у општини Мозирје, Савињска регија, Словенија.

## Историја
До територијалне реорганизације у Словенији биле су у саставу старе општине Мозирје.

## Становништво
У попису становништва из 2011. године, Локе при Мозирју су имале 305 становника.
| Број становника према пописима | Број становника према пописима | Број становника према пописима |
| ------------------------------ | ------------------------------ | ------------------------------ |
| 1991                           | 2002                           | 2011                           |
| 234                            | 291                            | 305                            |

Напомена: До 1955. исказивано под именом Локе. Године 1988. умањено за део насеља који је припојен насељу Мозирје.